# 濱松市立中央圖書館
濱松市立中央圖書館（日语：／ Hamamatsu shiritsu Chūō toshokan */?）是日本靜岡縣滨松市中央區松城町的公共图书馆，24所濱松市立圖書館的中央館。
1912年（明治45年），私立濱松圖書館開館。1920年（大正9年），濱松市立圖書館于五社公園開館，燒燬於太平洋战争末期濱松空襲。戰後1950年（昭和25年），木結構的濱松市立圖書館在松城町開館，1974年（昭和49年）改稱濱松市立中央圖書館。1981年（昭和56年），鋼筋混凝土結構的現館在同處開館。

## 歷史

### 前史

#### 私立濱松圖書館
如同時代刻印的潮水流過，舊式土藏建築也建起門，出現墨香濃郁的鮮明木看板，擦拭窗玻璃上的黃色汙漬，掛起雪一般的窗簾，見到這些，感覺聽到剪刀剪在生長頭髮上的聲音。
 — 圖書館一瞥，《濱松日報》
1901年（明治34年），濱松青年書籍館於敷知郡滨松町成立，1902年（明治35年），濱松青年同志會附屬濱松圖書館於濱松女子尋常高等小學校（後濱松市立元城小學校）成立。該館藏書少，且非單獨設施，無法開展令人滿意的活動。
1911年（明治44年），濱松町施行市制，改為濱松市。濱松青年同志會為紀念創會10週年與市制施行1週年，於1912（明治45年）年7月1日成立濱松青年同志會附屬私立濱松圖書館。私立濱松圖書館在濱松女子尋常高等小學校校庭西北角，開館時藏書2585冊，是濱松市立圖書館開館前濱松唯一的圖書館。由於是私立圖書館，藏書一直不多，且只在週日開放，濱松市民呼籲建設更大圖書館。

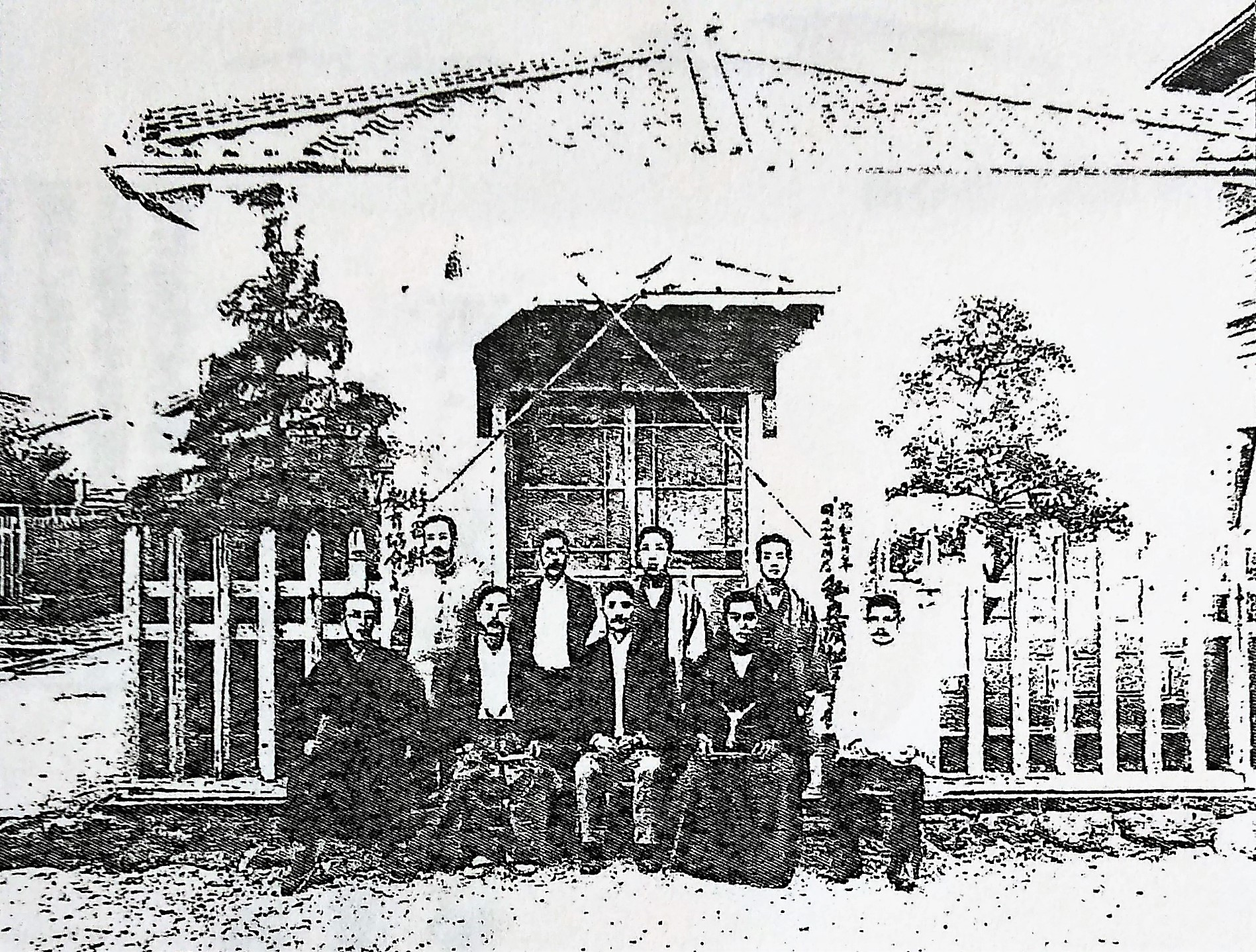
私立濱松圖書館外觀
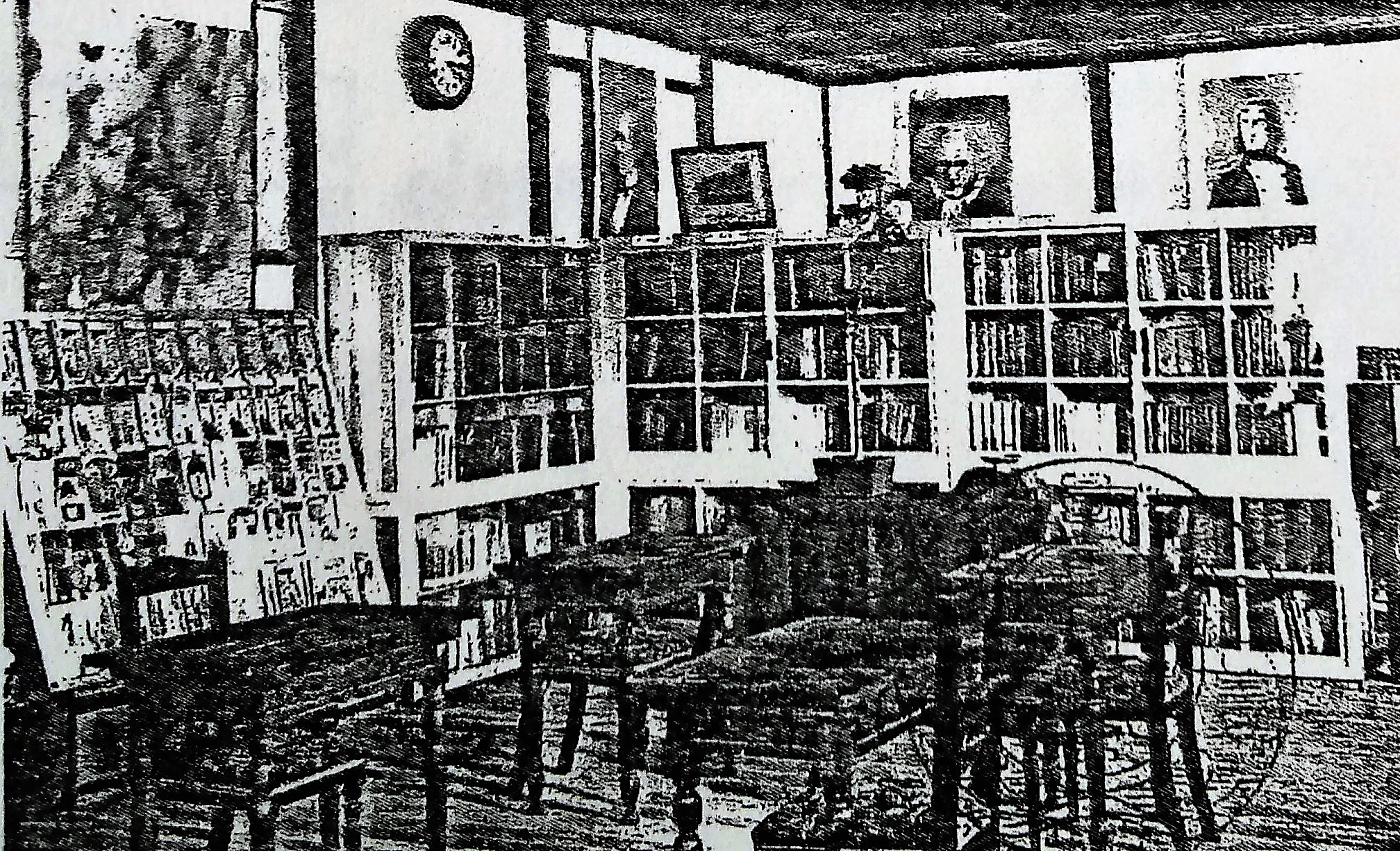
私立濱松圖書館內

### 五社公园時代（1920年—1945年）

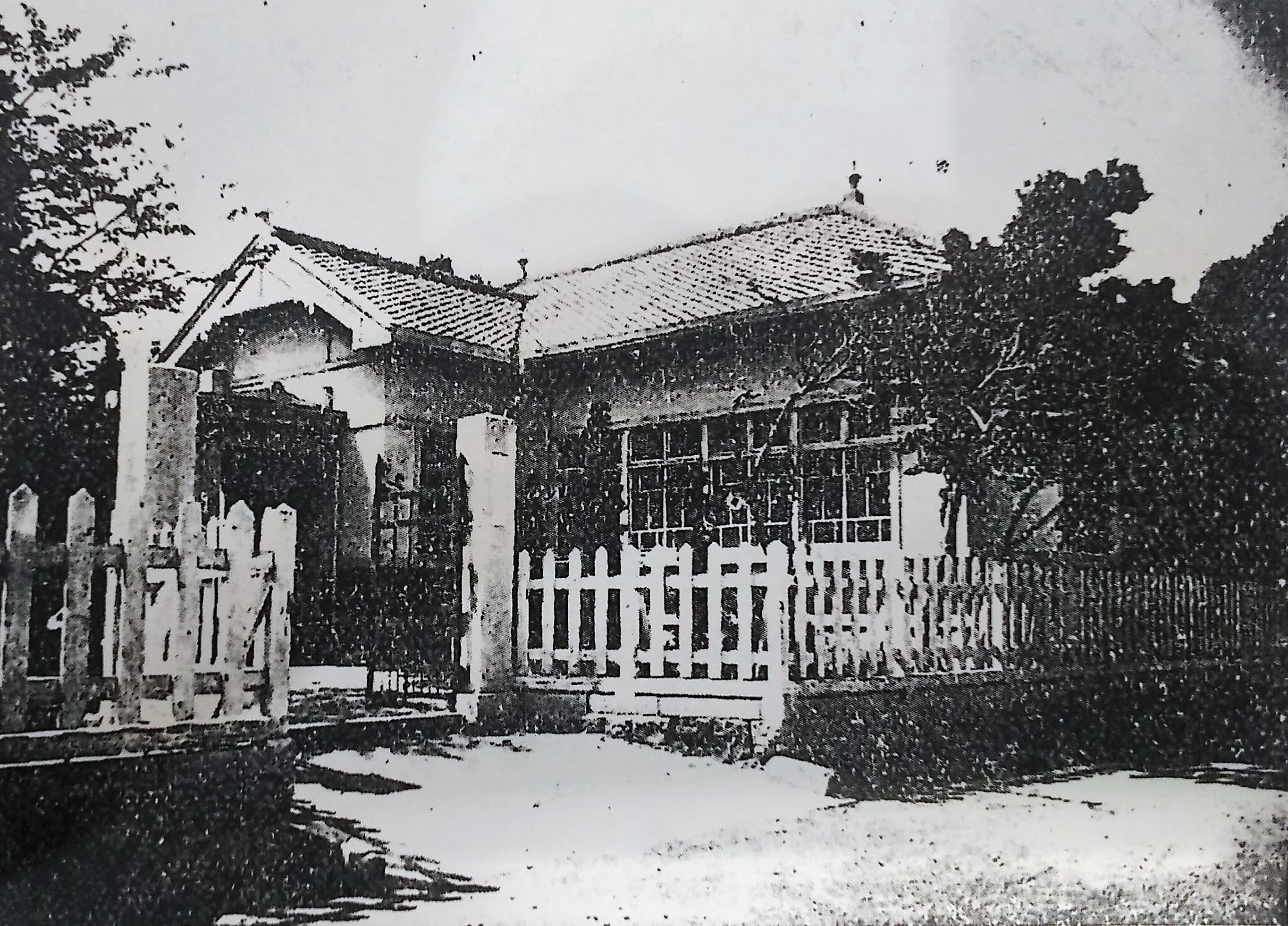
五社公園時代建築

作為大正天皇御即位紀念事業的一環，濱松市在1916年（大正5年）來一直募集有志者捐款，並加上市費，於1920年（大正9年）6月成立濱松市立圖書館的組織。濱松市立圖書館以私立濱松圖書館約1000冊圖書為基礎，於7月1日市制施行紀念日在五社公園開館。所在地為紺屋町97，曾為濱松醫學校所在地，戰後建立遞信診療所，後又建立NTT濱松健康管理所。截至1925年（大正14年）的4735冊書約半數由市民捐贈，在靜岡縣內為次於田方郡伊東町（伊東町立圖書館）、熱海町（町立熱海圖書館）、君澤郡三島町（三島町立圖書館）以及益津郡燒津町（燒津市立圖書館）成立的公立圖書館。
現濱松市境內的豐西村立圖書館1923年（大正12年）於濱名郡豐西村（後笠井町，現濱松市）開館，白脇村立圖書館1924年（大正13年）於濱名郡白脇村（現濱松市）開館。其中，豐西村立圖書館是松島十湖指導成立的正規圖書館，戰後作為町立笠井圖書館持續至1962年（昭和37年）。此外一些村也在尋常高等小學校內設有圖書館。戰前濱松市立圖書館藏書約35000冊，但建築及藏書均燒燬於1945年（昭和20年）6月18日濱松空襲。

### 戰後圖書館建設

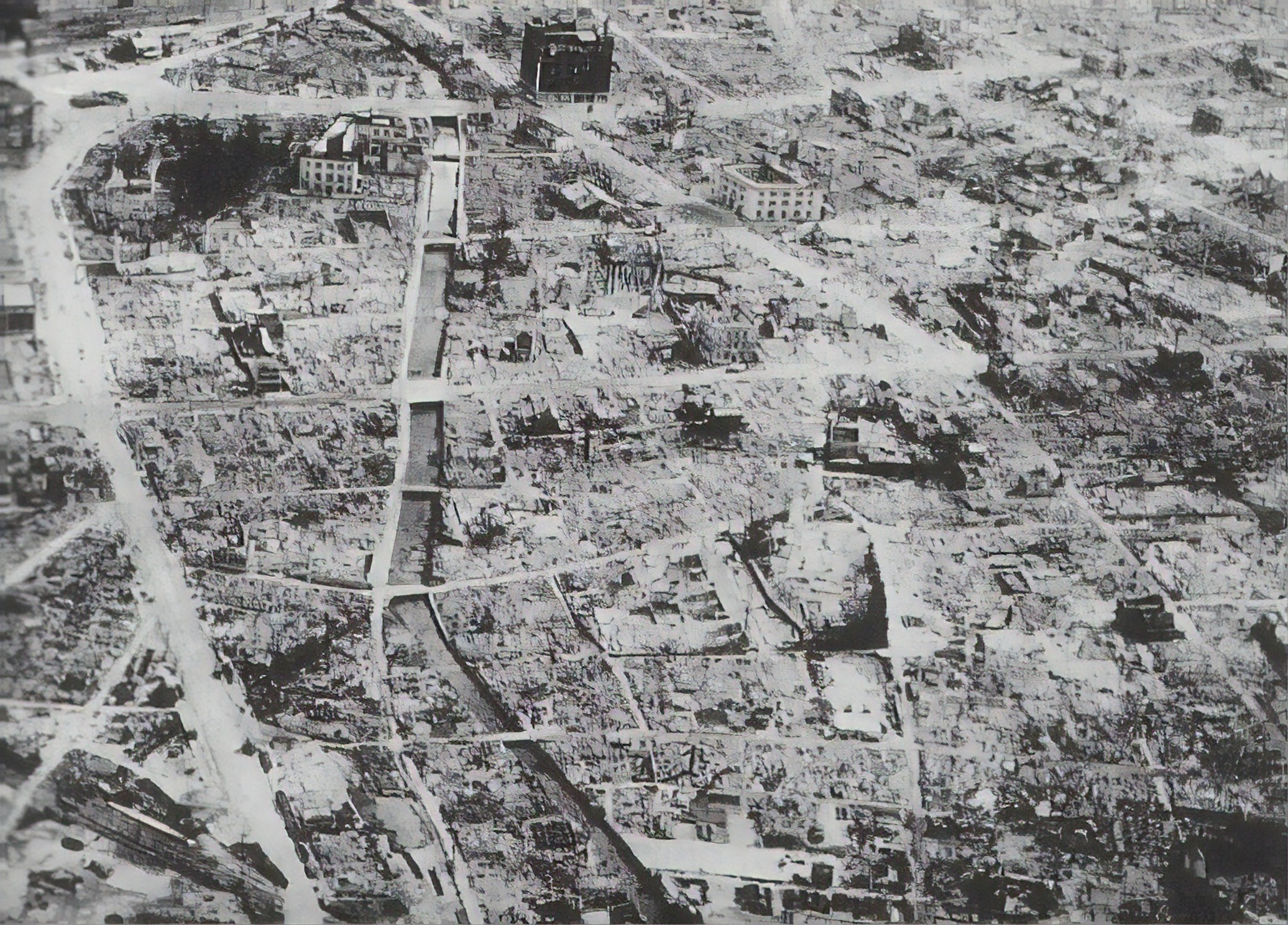
濱松空襲後的中心城區

濱松市曾為軍都，在1944年（昭和19年）的人口達187,433人，濱松空襲後陸續疏開而銳减至81437人。1946年（昭和21年），獲海軍經理學校轉讓約300冊藏書，並在濱松市役所教育課臨時成立圖書館，恢復活動。當時教育課長由圖書館長代行，在1946年（昭和21年）4月1日時僅有342冊藏書。戰後濱松市立圖書館接到盟軍最高司令官總司令部的戰爭相關圖書沒收命令，將《日本精神史稿》（河合弘道、島方泰助合著，昭森社，1943年）與《皇道哲學》（佐藤通次，朝倉書店，1943年）兩本書籍交給西遠地方事務所。1948年（昭和23年）藏書2135冊，僅借給內部人士。
1947年（昭和22年）就任濱松市长的坂田啓造在任內建設市營住宅、14所小中學校、濱松市營球場（1948年）、濱松市營泳池（浜松市営プール，1950年）以及濱松市立圖書館（1950年）等設施，1950年（昭和25年）又舉辦濱松兒童博覽會（浜松こども博覧会）。1948年（昭和23年）起準備重建圖書館，最終在1949年（昭和24年）度獲批預算建設圖書館。1950年4月起濱松UNESCO協力會（浜松ユネスコ協力会）成為中心，開展納本活動，募得3381冊圖書、1068冊雜誌、196876日圓現金。曾師從谷口吉郎的栗原勝（時任濱松市役所建筑課職員，後濱松市长）參與建築設計，小出組負責施工，在曾為明石邸別莊的濱松城出丸跡（松城町16番地）建設。當時由於《圖書館法》尚未實施，因此既視察了免於戰火燒燬的圖書館，又聽取市內文化人意見來設計。自圖書館可俯視濱松市區，也能夠眺望富士山與遠州灘。

### 松城町舊館（1950年—1981年）
此圖書館除一般圖書，還設有電影館及唱片館，兼具美術館、鄉土博物館職能。是所謂資訊服務，而非傳統上的圖書館。

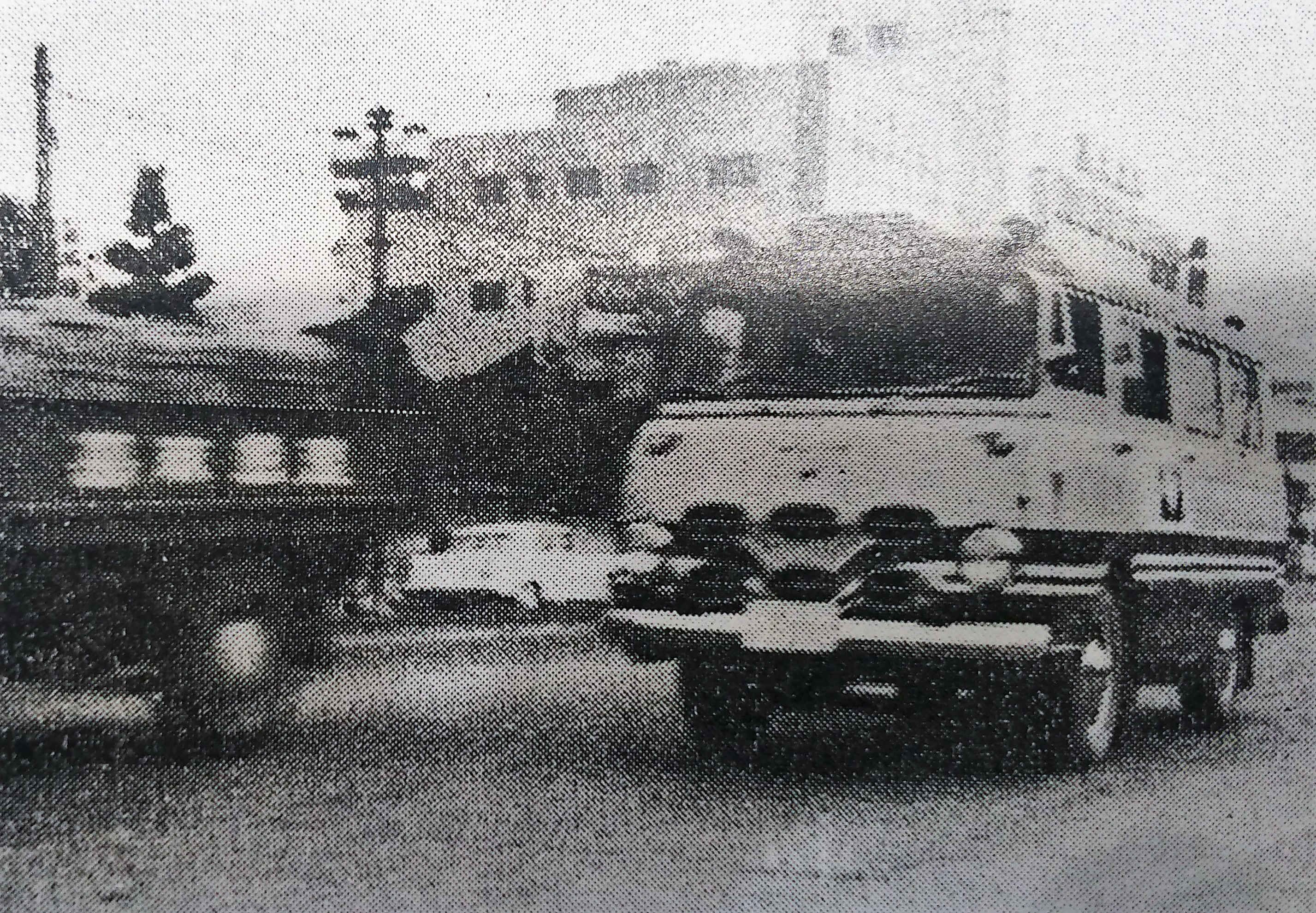
流動圖書館服務

 — 《新建築》第26卷第3號，1951年（昭和26年）3月
此處是可將市區盡收眼底的眺望絕佳之地，作為市民文化中心，有最適環境。（中略）與以前只有閱覽室、書庫、事務室等的規劃不同，引入博物館或美術館要素，設置了約30個房間，完全切合今年4月公佈新圖書館法企劃。
 — 《濱松民報》
濱松市立圖書館1950年（昭和25年）11月15日舉行落成式，11月20日開館。用地面積5493平方公尺，建築面積（延床面積）1457平方公尺。總工費900萬日圓。報紙以「東海第一圖書館」等報導，雜誌《新建築》稱讚其不僅僅是圖書館，更是文化中心。該館是全日本戰後最早時期開館的圖書館。兒童書全部開架，一般圖書原本預定僅部份開架，但是因無暇整理而直接開放了書庫。
首任館長為濱松市立高等學校校長坂本幸次郎。1951年（昭和26年）1月23日，分類目錄整理完成，藏書改為出納管理，但開館當初藏書還是經常被盜。開館當初藏書8939冊，1951年（昭和26年）度末藏書11425冊，1958年（昭和33年）度末增至35640冊，1964年（昭和39年）度末增至66147册。
圖書館開館後的12月起，每月舉辦一兩次唱片音樂會，並舉辦電影會、演講會、展覽會等許多其他文化活動。昭和30年代（1955—1965年），電影居大眾娛樂之首，濱松市立圖書館放映自靜岡縣視聽覺圖書館（静岡県視聴覚ライブラリー）與日美文化中心（日米文化センター）借来的文化電影。兒童閱覽室舉行紙芝居、木偶戲、幻燈、故事會等活動。當時市內無美術館、博物館，圖書館舉辦美術展、華道展、書初展、照片展、志戶呂燒展等活動。後來濱松市公会堂與松菱取代圖書館舉辦美術展，1958年（昭和33年）開館的濱松鄉土博物館取代圖書館成為博物設施。分別於1961、1962、1963年（昭和36、27、38年）完工的濱松市民會館、濱松市兒童會館、濱松市體育館取代圖書館其他職能，讓圖書館只留下本身職能。
1951年（昭和26年）3月，濱名郡五島村、河輪村、新津村3村併入濱松市，市域擴大，7月16日首次實施巡迴文庫服務，每團體可借50冊書。1954年（昭和29年）至1957年（昭和32年），11町村併入濱松市，市域變為原先2.6倍，1957年（昭和32年）6月設流動圖書館，開始服務偏遠地區。1957年（昭和32年）末，自靜岡縣接收中古流動圖書館車，1959年（昭和34年）購入新車。此時所合併笠井町的町立笠井圖書館改稱濱松市立圖書館笠井分館。流動圖書館除向各地設置的配本所運送圖書，還開展开展電影會、圖書會等活動。1956年（昭和31年）7月6日，向居住於市內的在職人士出借小說與隨筆至館外。1961年（昭和36年）6月16日，全部圖書均能夠出借至館外，1962年（昭和37年）11月1日起向小學生以下兒童及母亲出借，1964年（昭和39年）4月1日起向中、高、大學生出借。
由於笠井地區設有流動圖書館站，因此在1962年（昭和37年）9月30日唯一分館笠井分館閉館。1963年（昭和38年）4月，設產業資料室，收集保管社史、社報、技報、便覽類資料。圖書館1950年（昭和25年）開館後有改修，但由於規模小，希望於昭和40年代（1965—1975年）中建設新館。1975年（昭和50年）制定的第二次濱松市綜合計畫基本計畫包括中央圖書館與地區圖書館建設、流動圖書館增設等內容。
1974年（昭和49年）4月，濱松市立南圖書館作為首個地區圖書館在淺田町開館，以此為基礎的濱松市立圖書館改稱濱松市立中央圖書館。1978年（昭和53年）4月濱松市立城北圖書館於文丘町、1979年（昭和54年）4月濱松市立西圖書館於西伊場町、1980年（昭和55年）4月濱松市立積志圖書館於積志町、1982年（昭和57年）4月濱松市立東圖書館於子安町、1983年（昭和58年）4月濱松市立北圖書館於葵東1丁目、1984年（昭和59年）4月濱松市立南陽圖書館於下江町開館。

### 松代町現行館（1981年—）

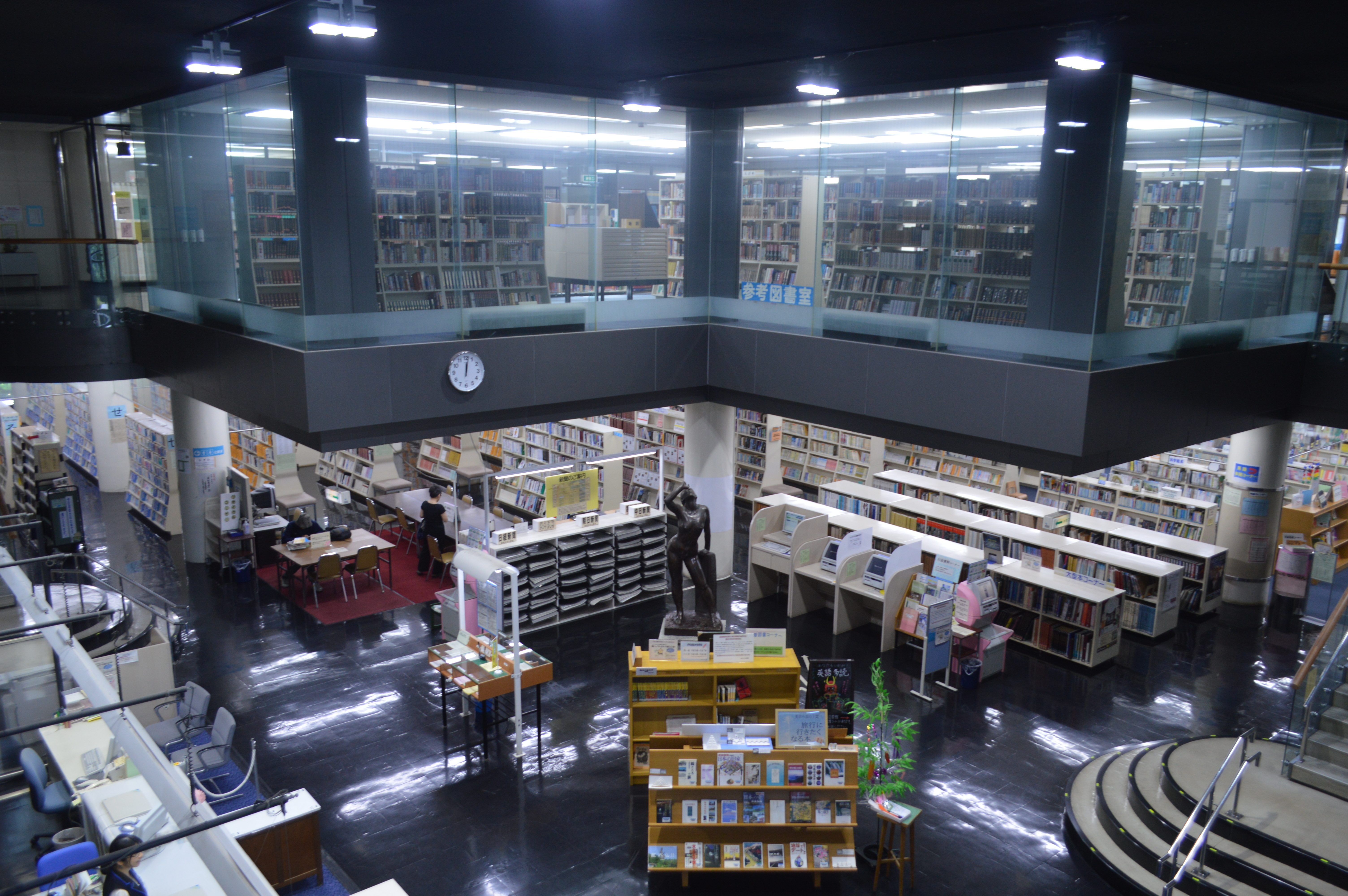
館內中央部

1979年（昭和54年）5月24日，濱松市立中央圖書館新館動工。1981年（昭和56年）4月13日濱松市制施行70週年當日舉行落成式，4月14日開館。該館最新式圖書館，能容納65萬冊藏書，有冷暖氣設備與電腦。總工費約14億日圓。電腦可用於借還書、預約、資料檢索等，全國的圖書館人員都來參觀。1989年（平成元年），全館聯網，並安裝使用者搜尋終端（OPAC）。2001年（平成13年），可預約藏書。

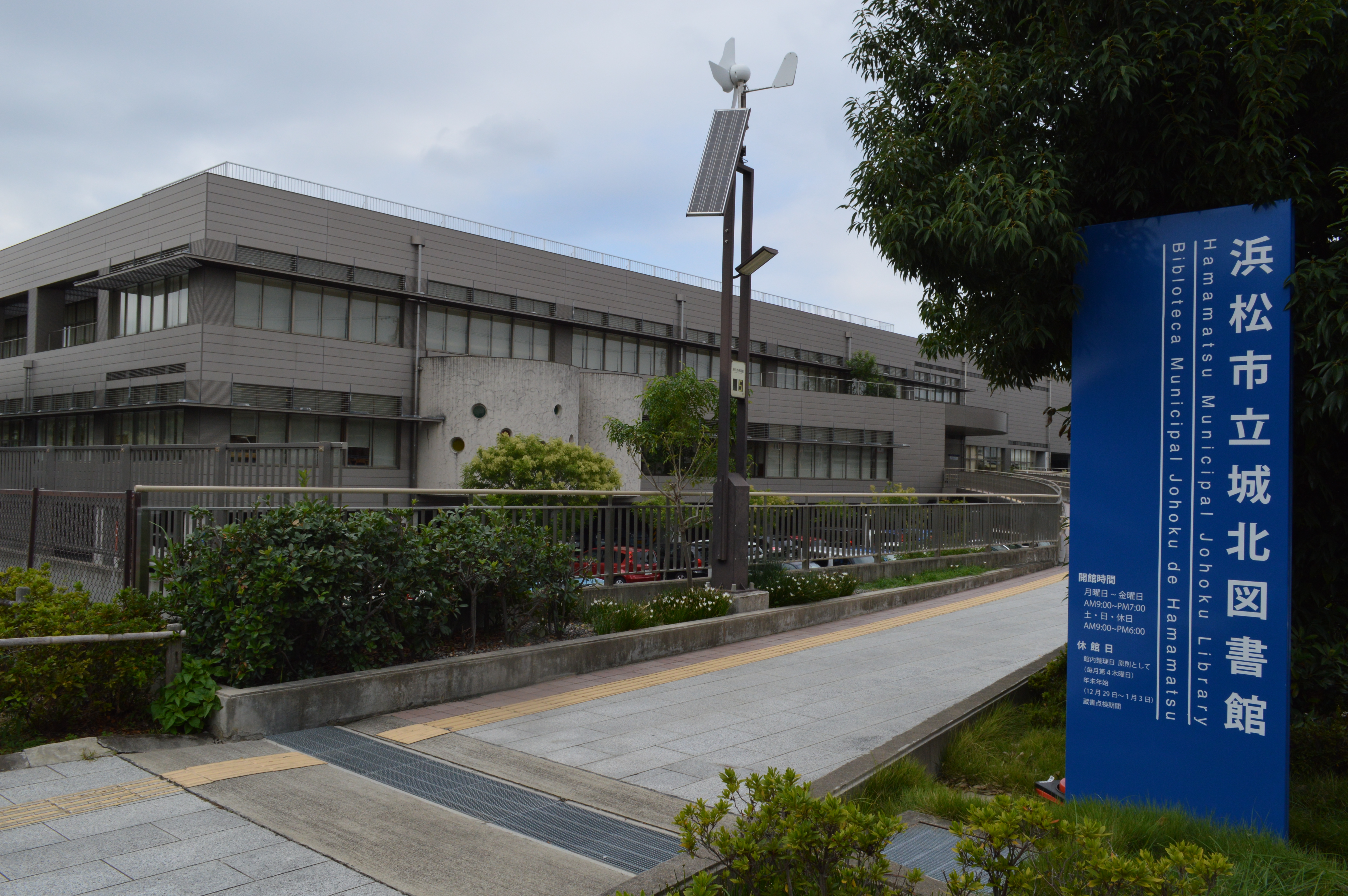
整備為「第二中央館」的城北圖書館

1997年（平成9年）4月濱松市立可新圖書館於小澤渡町、2004年（平成16年）7月濱松市立濱雄圖書館（浜松市立はまゆう図書館）於大人見町開館，其間2002年（平成14年）4月，中央圖書館車站前分室開室。
2006年（平成18年）10月，濱松市立城北圖書館作為「第二中央館」搬遷開館。城北圖書館建築面積6,530平方公尺，超過中央圖書館，是最大的濱松市立圖書館。中央圖書館閉架書庫資料中，鄉土資料等以外圖書，以及Create濱松收藏的錄影帶、CD、DVD等都移交至城北圖書館，流動圖書館的據點也集中至城北圖書館。

合併後一段時間，各自治體使用的9種圖書館系統並立，但隨城北圖書館的搬遷開館，統合市立圖書館共21館及分室的網路形成。與此相應，濱松市立圖書館全部藏書約200萬冊，均貼IC標籤，超過高岡市立圖書館的43萬冊，居日本之首；與國外大規模圖書館IC标籤使用數相比，同美國西雅圖中央圖書館（約220萬冊）與中華人民共和國深圳图书馆（約180萬冊）相當。城北圖書館開館當初外包窗口業務，2007年（平成19年）中央圖書館也外包窗口業務。

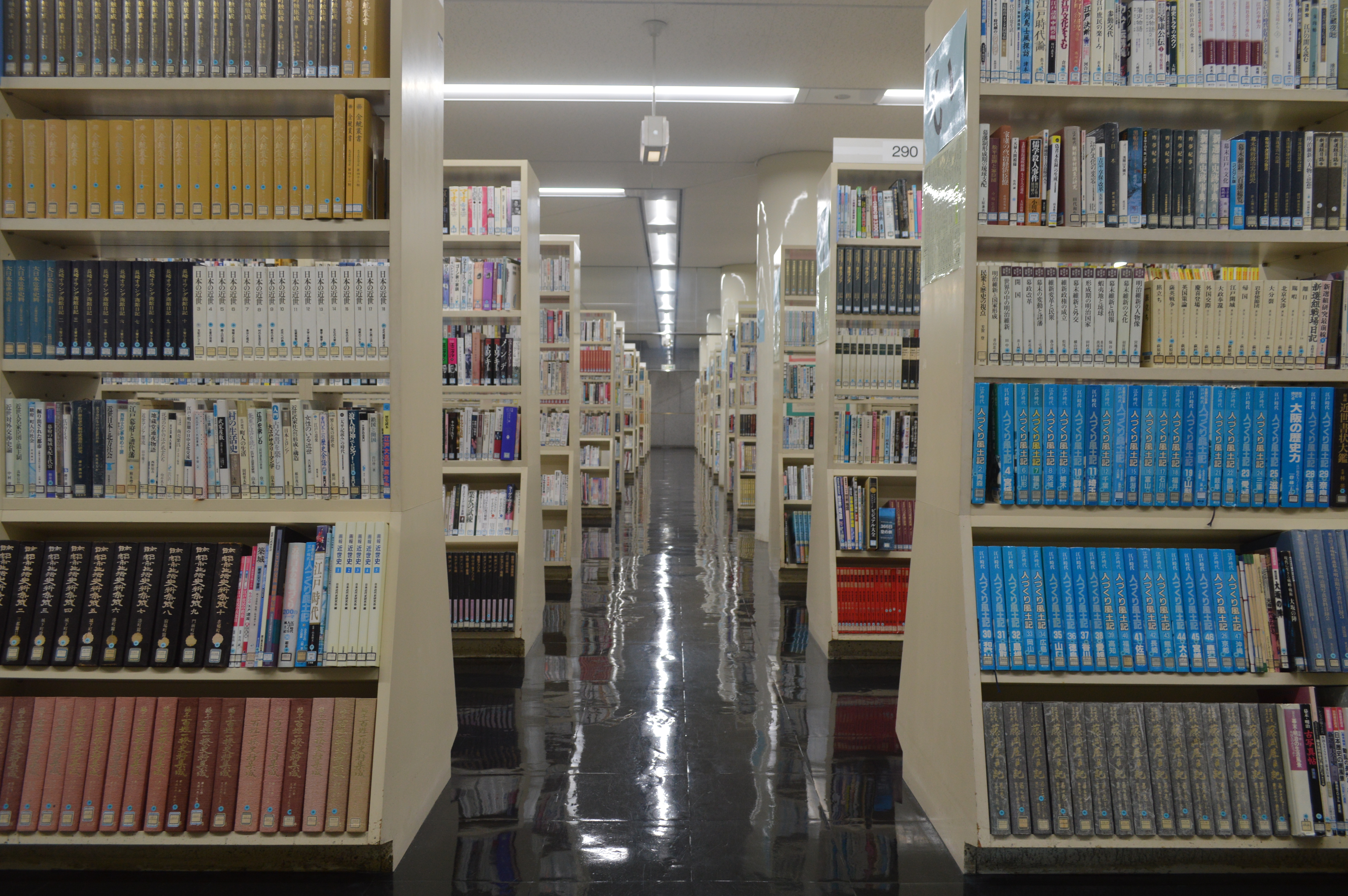
1層一般書書架
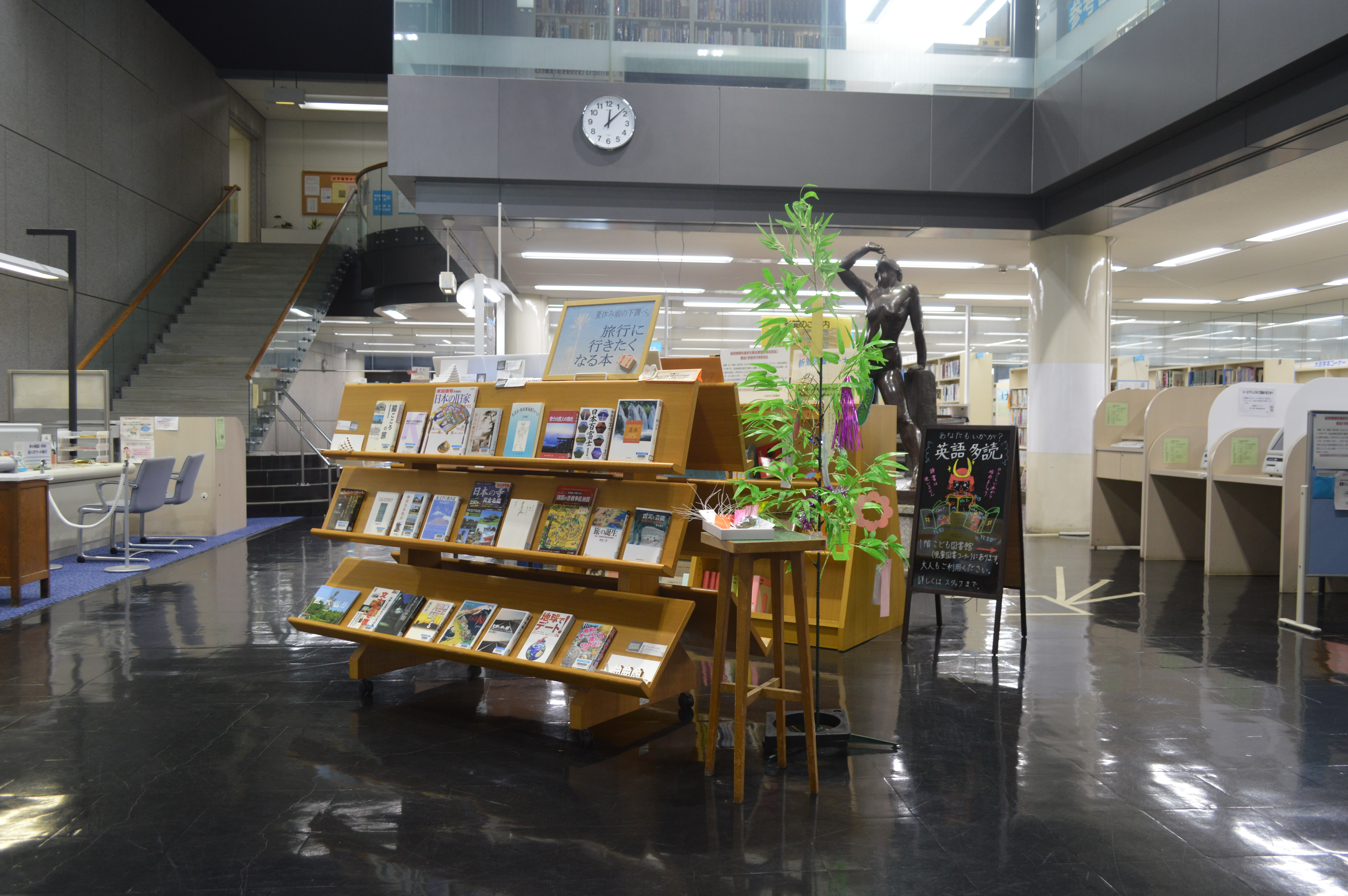
1層特集展示
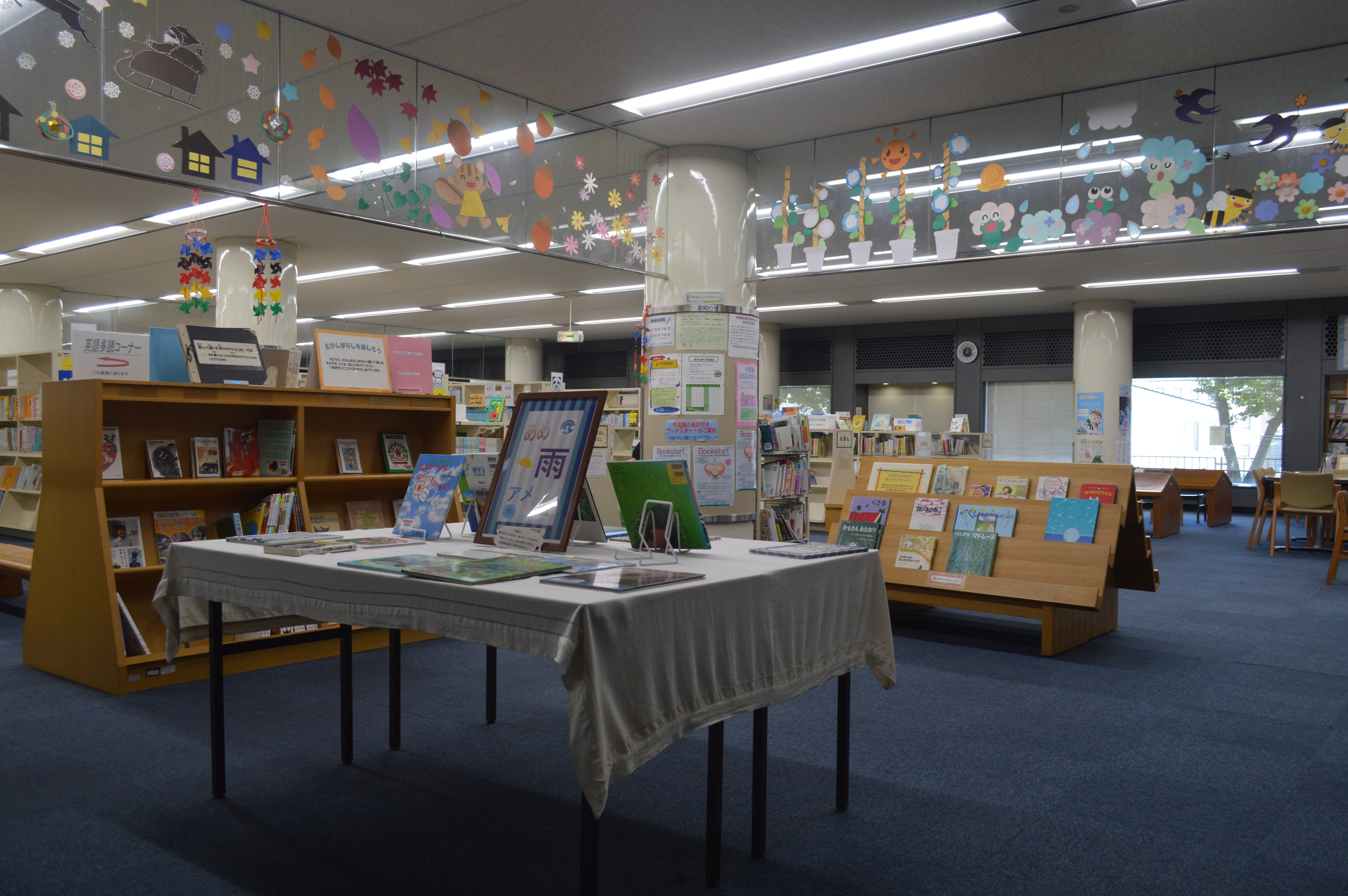
1層兒童書
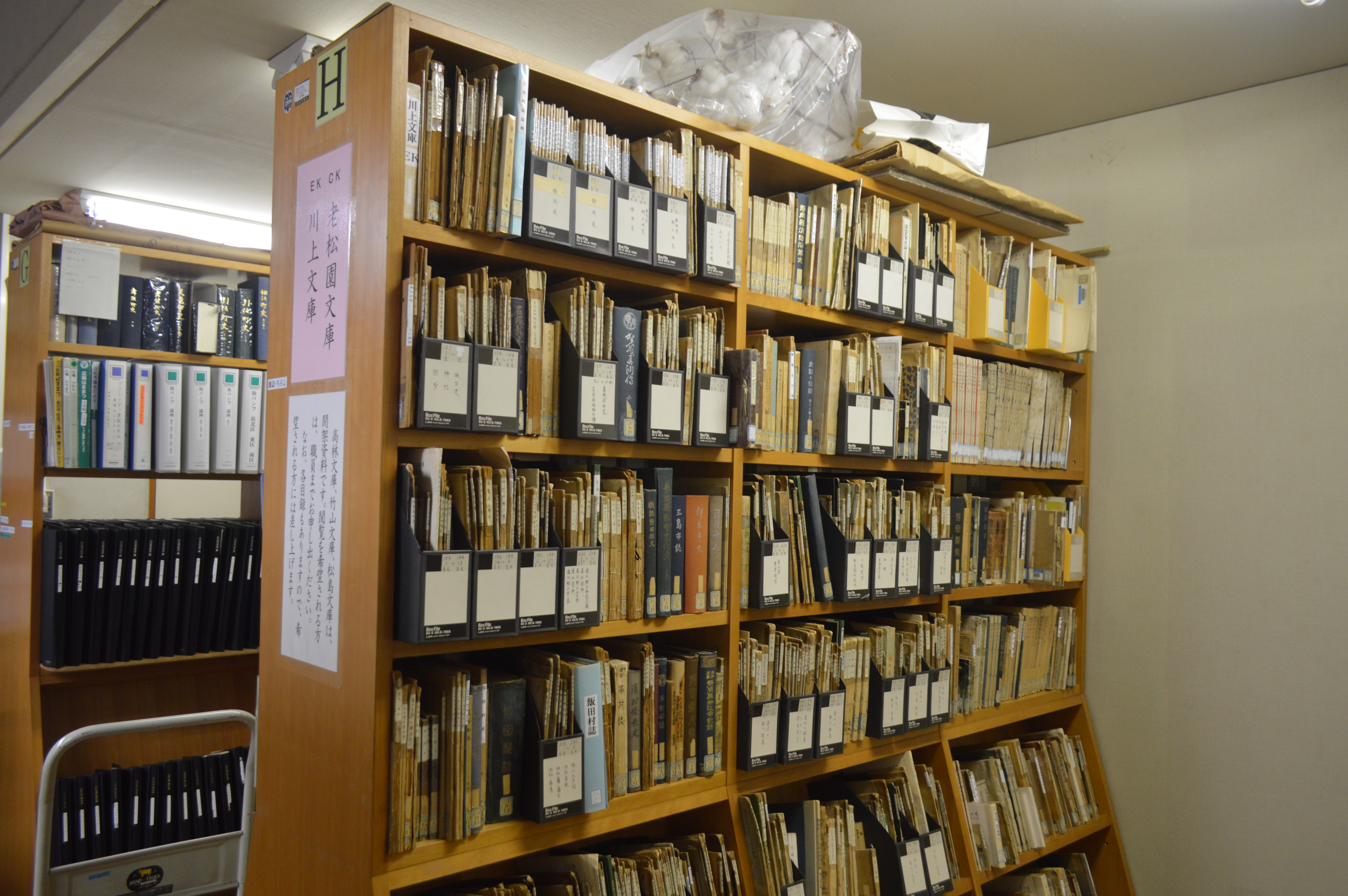
2層鄉土資料室
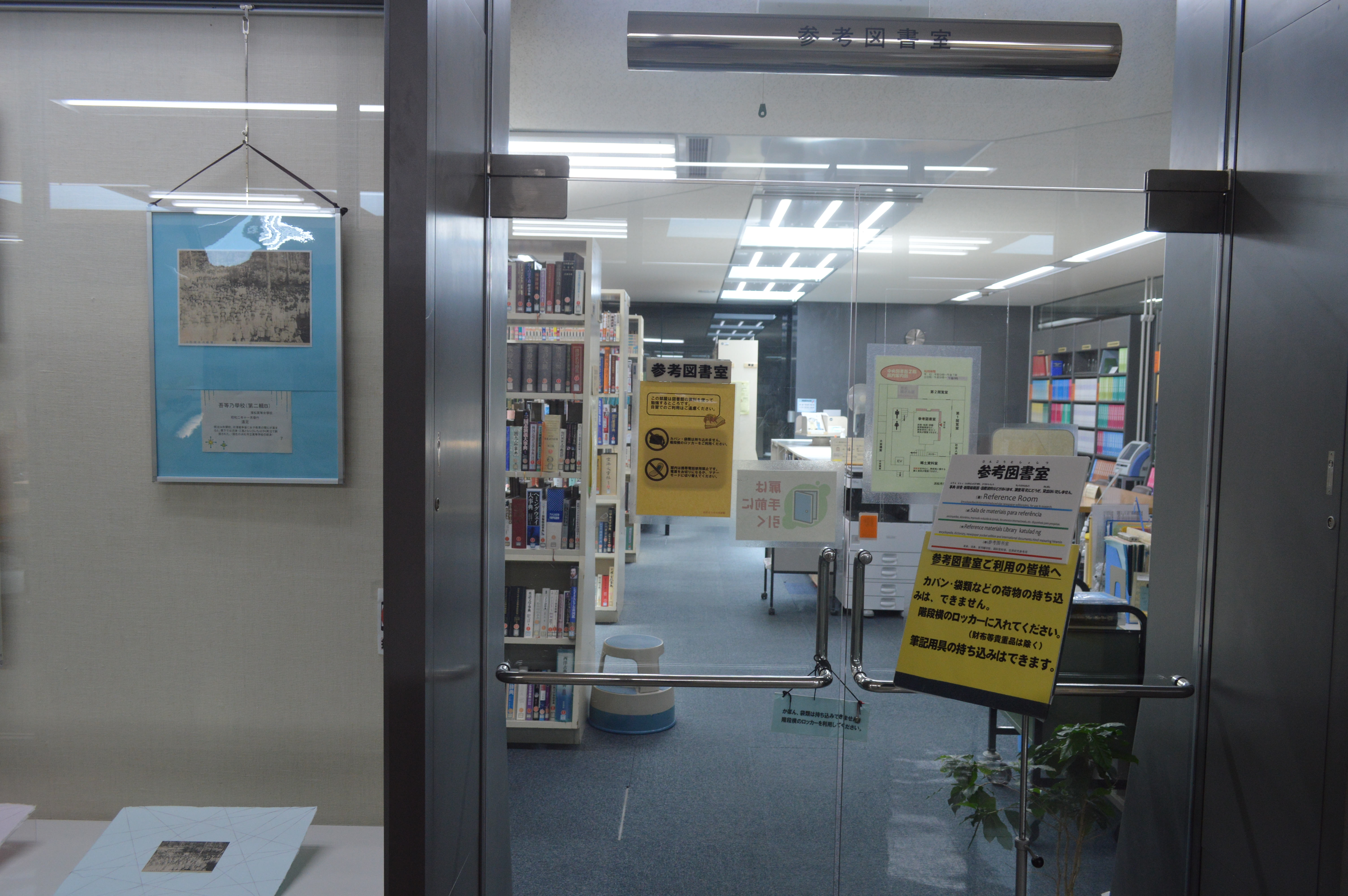
2層參考圖書室
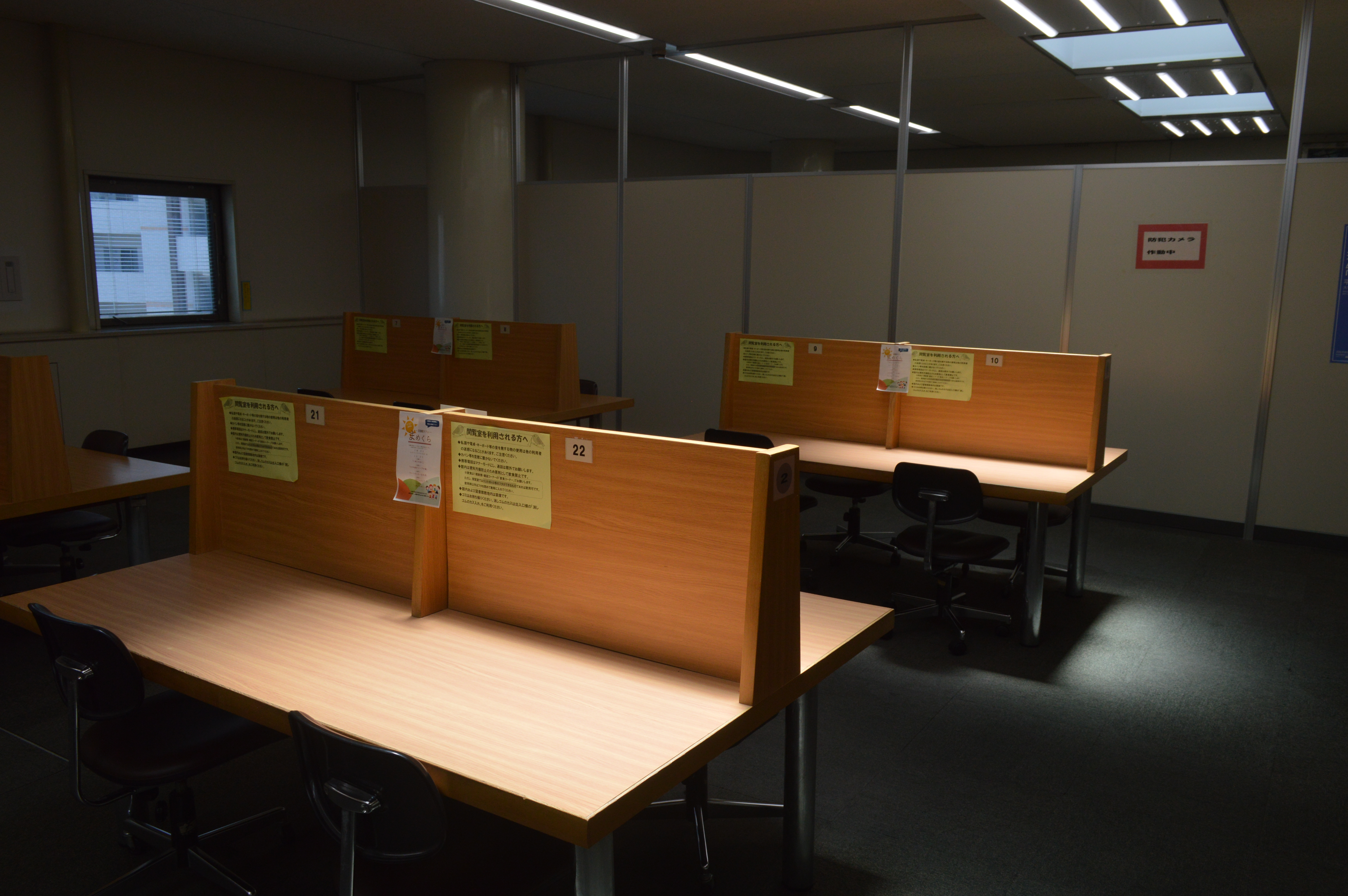
2層學習室

## 中央圖書館車站前分室
2002年（平成14年）4月，中央圖書館車站前分室（中央図書館駅前分室）在JR濱松前商業大樓FORTE開室。能借還預約的書，以及在下班、放學回家路上使用，受到好评。2008年（平成20年）FORTE閉館，車站前分室臨時遷至濱松站前大樓7層，2011年（平成23年）11月9日移至在FORTE舊址開業的遠鐵百貨店新館9層。

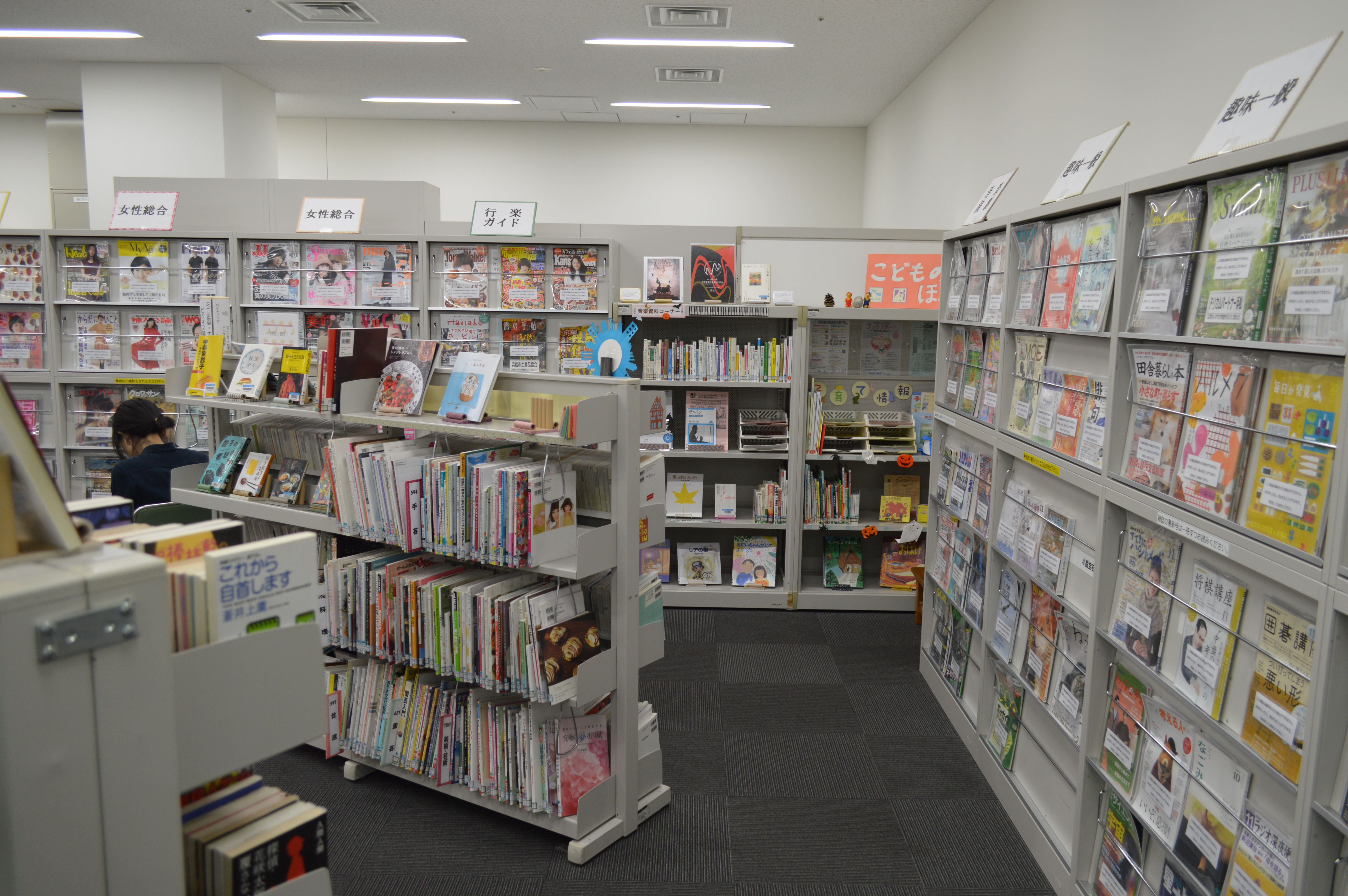
書架外觀
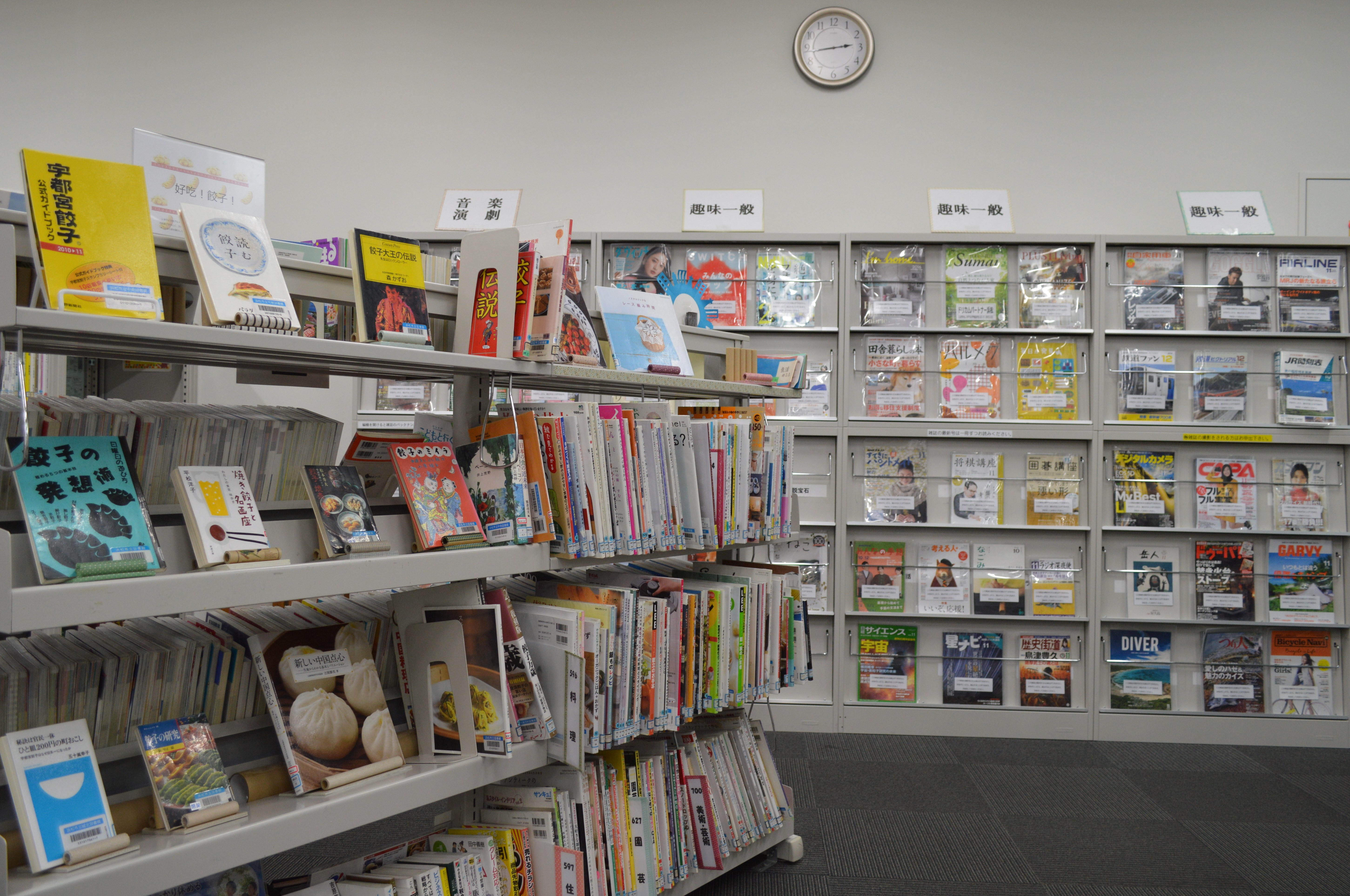
書架外觀
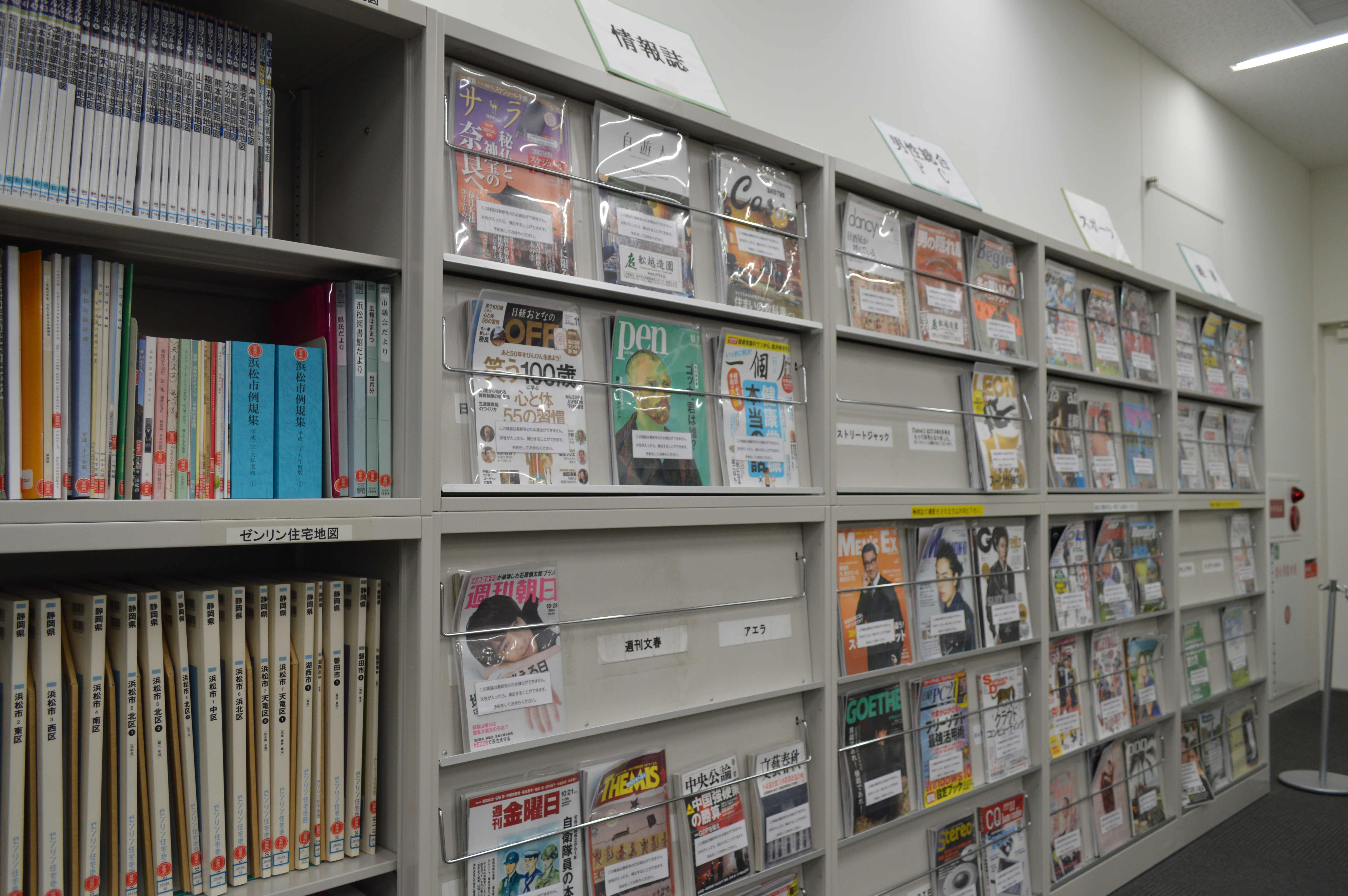
雜誌角
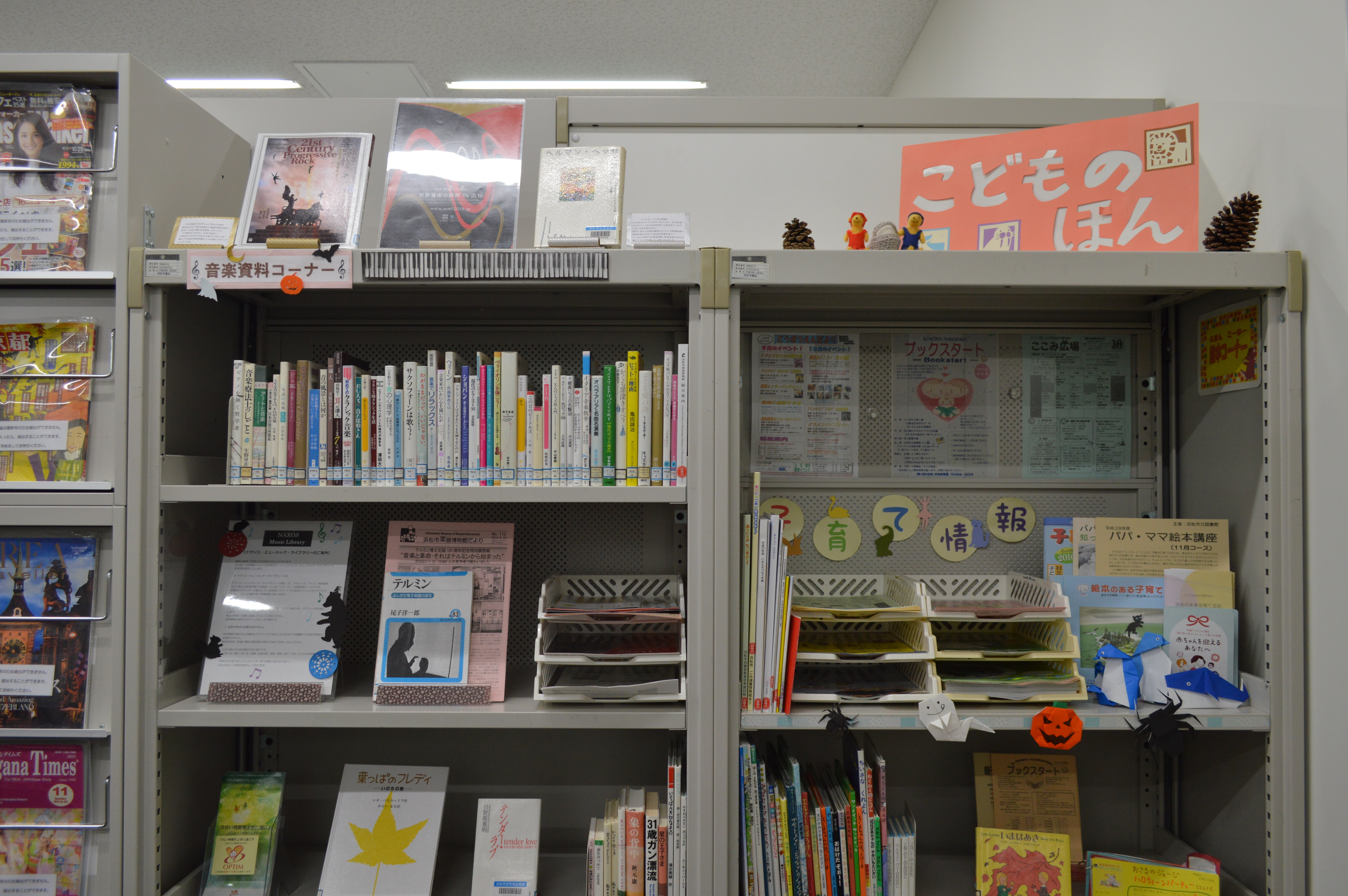
音樂資料角

### 引用
1. 1 2 3 4 5 6 7 8  濱松市立中央圖書館 & 濱松讀書文化協力會 2000，第2頁.
2. 1 2 3 4 5 6  濱松市立圖書館 1965，第11頁.
3. ↑  濱松市立中央圖書館 2017，第81頁.
4. 1 2 3 4 5 6 7 8  濱松市 2012，第152頁.
5. ↑  . 總務省.   [2022-03-08]. （原始内容存档于2022-01-20）.
6. ↑  濱松市立圖書館 1965，第14頁.
7. 1 2 3 4  濱松市 2012，第153頁.
8. ↑  濱松市立圖書館 1965，第19頁.
9. 1 2  濱松市立圖書館 1965，第13頁.
10. ↑  濱松市 2008，第965-966頁.
11. 1 2  濱松市立中央圖書館 & 濱松讀書文化協力會 2000，第12頁.
12. 1 2 3 4 5 6  濱松市 2016，第815頁.
13. 1 2 3  濱松市立圖書館 1965，第15頁.
14. 1 2  濱松市立中央圖書館 2017，第82頁.
15. ↑  濱松市立圖書館 1965，第28頁.
16. 1 2 3 4  濱松市 2012，第624頁.
17. 1 2 3  濱松市立圖書館 1965，第17頁.
18. ↑  濱松市立圖書館 1965，第16頁.
19. ↑  濱松市 2012，第625頁.
20. 1 2  濱松市立圖書館 1965，第30頁.
21. ↑  濱松市立圖書館 1965，第18頁.
22. 1 2 3  濱松市 2016，第816頁.
23. 1 2 3 4 5  濱松市 2016，第817頁.
24. ↑   . 靜岡新聞. 2004-01-28.
25. ↑   . 靜岡新聞. 2003-03-18.
26. ↑   . 日本經濟新聞. 2006-10-03.
27. 1 2  大串夏身（日语：大串夏身） (编).  . 青弓社. 2007: 83. ISBN 978-4-7872-0036-5.
28. ↑  濱松市立中央圖書館 2017，第83頁.

### 來源
- 濱松市立中央圖書館; 濱松讀書文化協力會 (编).  . 濱松市立中央圖書館. 2000. .
- 濱松市 (编).  . 濱松市. 2008. NDL 21429470.
- 濱松市 (编).  . 濱松市. 2012. NDL 22114293.
- 濱松市 (编).  . 濱松市. 2016. NDL 22711792.
- 濱松市立中央圖書館 (编).  . 濱松市立中央圖書館. 2017. NDL 01047095.
- 濱松市立圖書館 (编).  . 濱松市立圖書館. 1965. NDL 20880096.

## 外部連結
- . 濱松市立圖書館.   [2022-03-08]. （原始内容存档于2022-03-31）.
- . Calil（日语：カーリル）.   [2022-03-08]. （原始内容存档于2022-03-08）.